# Tony Readings
Tony Readings (Consett, 27 de novembro de 1975) é um ex-futebolista e treinador de futebol britânico. Atualmente comanda a Seleção Neozelandesa de Futebol Feminino.